# Odontomyia xanthopus
Odontomyia xanthopus är en tvåvingeart som beskrevs av Mario Bezzi 1906. Odontomyia xanthopus ingår i släktet Odontomyia och familjen vapenflugor. Inga underarter finns listade i Catalogue of Life.